# 柏崎市陸上競技場
柏崎市陸上競技場（かしわざきしりくじょうきょうぎじょう）は、新潟県柏崎市学校町にある陸上競技場。施設は柏崎市が所有し、公益財団法人かしわざき振興財団が指定管理者として運営管理を行っている。1923年（大正12年）に建設された現存する日本で最古の日本陸上競技連盟公認陸上競技場である。

## 歴史
1921年（大正10年）、地元の体操教員であった坂田四郎吉（1887年 - 1967年）が地元紙の柏崎日報に大運動場の建設を呼びかける匿名投書を行った。反対の声も強い中、坂田は農村を歩いて支持を募り、刈羽郡議会議員の協力を取り付け、1922年（大正11年）には柏崎尋常小学校裏の砂丘地での建設が決定し、郡議会で競技場建設に向けた補助金の支出が議決された。1923年（大正12年）5月に着工し、中鯖石青年団100人の労力奉仕も受け、同年8月26日「刈羽郡体育協会グラウンド」として完成した。当時は400メートルトラックを備えた競技場は全国でも珍しく、アムステルダム五輪三段跳金メダリストの織田幹雄、ロサンゼルス、ベルリン両五輪棒高跳銀メダリストの西田修平をはじめとして、県外からも多くのアスリートが練習のために訪れた。1930年（昭和5年）には全日本陸上競技連盟の乙種公認競技場に認定された。1980年（昭和55年）にはウレタン製の全天候型走路8レーンを整備した。2016年度（平成28年度）に全面改装された。

## 施設概要
- 日本陸上競技連盟第2種公認
- 収容人員：5,252人（うち正面スタンド1,900人、芝生席3,315人）
- ナイター照明設備：5基
- トラック：全天候舗装・400m×8レーン
- フィールド：高麗芝

※ 出典

## 交通
- 柏崎駅から徒歩15分
- 柏崎ICから車で15分

## 周辺
- 新潟県立柏崎アクアパーク
- 柏崎市立図書館
- 新潟県立柏崎高等学校
- 新潟県立柏崎工業高等学校